# Gilera Nexus
Il Gilera Nexus è uno scooter prodotto dalla casa motociclistica Gilera. 
Tale modello è stato commercializzato dal 2003 al 2013 a marchio Gilera mentre dal 2011 al 2016 è stato venduto a marchio Aprilia come Aprilia SR Max. 
La produzione in Italia è terminata nel 2016 mentre in Cina continua ad essere prodotto dalla joint venture Zongshen Piaggio Foshan Motorcycle e venduto a marchio Aprilia sul mercato locale.

## Contesto
Presentato e commercializzato nel 2003, il Nexus 500ie, che in realtà monta il collaudato motore monocilindrico Master 460 cm³ a iniezione elettronica di produzione Piaggio, si dimostra subito come il più originale e sportivo dei maxiscooter di pari cilindrata. Fino alla presentazione del Gilera GP800 è stato lo scooter di maggior cilindrata prodotto dalla casa.
Nel corso degli anni, forse a causa di un non grandissimo successo commerciale, il Nexus è stato "addolcito" nell'assetto ed ha subito un leggero restyling estetico.
Nel 2006 Gilera ha affiancato al Nexus 500ie altre due motorizzazioni, il 250 ed il 125 cm³.
Nel 2008 è uscito di produzione il modello 250 cm³ sostituito dal nuovo 300 cm³.
Tutti i modelli sono equipaggiati di motori a quattro tempi con raffreddamento a liquido e sono in regola con l'omologazione Euro 3.
Dal 2012 rimangono in vendita la versione 300 e la versione 500.
La versione a marchio Gilera esce di scena nel 2013.

## Aprilia SR Max
Dal giugno 2011 il Nexus è stato commercializzato in Europa ed in Asia anche dalla Aprilia sotto la denominazione Aprilia SR Max proposto con i soli motori Piaggio Quasar 125 e 300.
Ottenne un discreto successo solo nella variante 300. La produzione in Italia per il mercato europeo termina definitivamente nel 2016.
Dal 2017 viene riproposto in Cina prodotto localmente dalla joint venture Zongshen Piaggio Foshan Motorcycle nella variante 300 omologata Euro 4 e venduta sul solo mercato locale. Tale modello sarà importato dal 2019 anche in Europa dal gruppo austriaco KSR ribattezzato Malaguti Madison (KSR detiene i diritti sul marchio Malaguti).
Dal 2022 l’SR Max sul mercato cinese viene proposto anche con il motore 250 HPE.